# 山内としお
山内 としお（やまうち としお、1954年4月9日 - 、本名:山内 貫太郎）は、日本の俳優。
東京都板橋区出身で、レジェンドタレントエージェンシー所属。血液型O型。

## 来歴
4人兄弟の末っ子（兄2人、姉1人）。早稲田大学第一文学部英文学科卒業後、演劇集団 円の研究所で学ぶ。研究所生時代には、仲間同士で劇団を作ったり、ロック・ミュージカルを開催するなどして活動。円の研究所は2年で辞めてフリーとなる。
本名の「山内貫太郎」名義でデビュー、次いで「山内 真太郎」「山内 敏男」の芸名で芸能活動を行っていた。父親は必殺シリーズのプロデューサー・山内久司（故人）と知り合いだった縁から紹介されて同シリーズへの出演に至り、朝日放送テレビ制作の時代劇シリーズ『必殺仕事人シリーズ』で藤田まこと（故人）が演じる主人公・中村主水の上司「オカマの田中様」こと筆頭同心 田中（田中熊五郎）役で人気を博した。1985年から「山内 としお」に改名した。
山内が所属する芸能事務所の先輩であり、共演も多い藤田とは、公私共に付き合いが長かった。

## 出演

### テレビ番組
- 理科教室中学校3年生（NHK教育）[注釈 1]

### テレビドラマ（時代劇）
- 必殺シリーズ（ABC・松竹） - 筆頭同心 田中
  - 新・必殺仕事人 第13話 - 第55話 [注釈 2]
  - 必殺仕事人III
  - 必殺仕事人IV
  - 必殺仕事人V
  - 必殺仕事人V・激闘編
  - 必殺仕事人V・旋風編
  - 必殺仕事人V・風雲竜虎編
  - 必殺剣劇人 最終回（第8話）[注釈 3]

### 他のテレビ出演（ゲスト）
- 昭和59年度文化庁芸術祭参加ドラマ「明治撃剣会」（1984年11月4日、ABC）
- 暴れん坊将軍シリーズ（ANB / 東映）
  - 暴れん坊将軍II
    - 第85話「火花が飛んだ! 嫁・姑!」（1984年） - 松次郎
    - 第104話「一大事! 花嫁候補勢揃い!」（1985年） - 松平虎之助

  - 暴れん坊将軍III
    - 第63話「孫兵ヱは浪花のお大尽さま!?」（1989年） - 伊庭聡之助
    - 第123話「吉宗、しばし名残の大暴れ!」（1990年） - 小淵源太郎

  - 暴れん坊将軍V 第27話「天下御免の偽十手」（1993年） - 中村福太郎
  - 暴れん坊将軍VI 第12話「人情落語長屋」（1994年） - 朝吉
- 土曜ワイド劇場 （ANB）
  - 「養子探偵団 人妻ヌードモデルの秘密 雲の中の証人」（1986年12月20日、ABC） - 丹波仁助
  - 「松本清張作家活動40年記念ドラマSP・一年半待て」（1991年6月8日） - 平山和樹
  - 「京都－徳島、平家伝説殺人ツアー 妖しい読経の声に密室トリック!」（1993年12月25日）
  - 「京都殺人案内シリーズ」（ABC）
  - 「京都妖怪地図」（ABC）
  - 「タクシードライバーの推理日誌7」（1997年1月11日） - 矢田刑事
  - 「桜吹雪美人スリ三姉妹がいく」（1997年3月15日）
  - 「検事・朝日奈耀子8」（2009年10月31日）
  - 「検事・朝日奈耀子9」（2010年7月）
  - 「鉄道捜査官12・伊勢鉄道、引き返せない単線列車からの脱出トリック!!」（2011年4月30日） - 加藤警部
  - 「司法教官・穂高美子2・9千万円盗んでも無罪の法律トリック!?」（2012年9月1日） - 石倉伸行
  - 「広域警察4・〜東京〜札幌〜登別温泉、殺人犯は何処へ消えたのか?」（2013年10月19日） - 北村忠雄
  - 「セイアン〜生活安全特捜隊」（2014年11月29日） - 檜山長三
  - 「警視庁・捜査一課長〜ヒラから成り上がった最強の刑事4」（2015年5月23日） - 塚本岳警視庁捜査一課8係長
- 三匹が斬る!シリーズ（ANB / 東映）
  - 三匹が斬る! 第17話「人妻の、涙甘いかしょっぱいか」（1988年2月25日）
  - 続・三匹が斬る! 第12話「さすらいの姫君哀れ菊一輪」（1989年3月9日） - 本田忠治
  - 新・三匹が斬る! 第6話「幸運の汗かき阿弥陀が血を流す」（1992年9月10日）- 西光
- ダウンタウン探偵組（1988年、ABC）
- わが歌・我愛ニイ（1988年、NHK）
- 京都サスペンス「京都の祭に人が死ぬ 鞍馬の火祭」（1988年、KTV）
- 山村美紗京都サスペンス / 水仙の花言葉は死「洛中洛外花ごよみ」（1990年4月23日、KTV）
- 名奉行 遠山の金さん（ANB / 東映）
  - 第1〜第2シリーズ（1988年 - 1989年） - 北町同心・大庭伊十郎
  - 第4シリーズ 第11話「殺人者は振り袖の美女」（1992年） - 兼松
  - 第5シリーズ 第3話「狙われた女盗賊」（1993年） - 仙三
- 新春ワイド時代劇（TX）
  - 大忠臣蔵（1989年） - 富森助右衛門
  - 次郎長三国志（1991年、松竹） - 浅太郎
  - 炎の奉行 大岡越前守（1997年、松竹） - 石丸弥八
  - 徳川風雲録 八代将軍吉宗（2008年、東映） - 堀十兵衛
  - 寧々〜おんな太閤記（2009年、松竹）
- 隠密・奥の細道 第15話「無惨・お犬様奇談」（1989年、TX）
- 眠狂四郎 恋しぐれ円月殺法! 将軍家、若君乱心の謎を斬る!（1989年6月22日、ANB）
- 風雲!真田幸村 第23話「激闘! 大坂城決戦近し 堺港の仇討!!」（1989年、TX） - 鳴海屋信三郎
- 鬼平犯科帳（CX / 松竹）
  - 第1シリーズ 第22話「金太郎そば」（1990年） - 伊太郎
  - 第3シリーズ 第1話「鯉肝のお里」（1991年） - 新助
  - 第6シリーズ 第9話「迷路」（1995年） - 秋本源蔵
  - 第8シリーズ 第8話「影法師」（1998年） - 渋谷道仙
- 月影兵庫あばれ旅 第2シリーズ 第5話「金に転ばぬ奴がいた」（1990年、TX / 松竹） - 清吉
- 水戸黄門（TBS / C.A.L）
  - 第20部 第34話「天誅! 謎の虚無僧 -富山-」（1991年7月1日） - 北村堅吾
  - 第22部 第35話「飛脚競べで悪を討つ -宇都宮-」（1994年1月17日） - 房吉
  - 第30部 第20話「新妻お娟の大奮闘 -唐津-」（2002年5月27日） - 服部左馬之助
  - 第40部 第6話「肝っ玉母さん猛烈告白 -松島-」（2009年8月31日） - 青戸富三郎
  - 月曜ゴールデン 水戸黄門スペシャル （2015年6月29日） - 市兵衛
- 八百八町夢日記 第2シリーズ 第25話「悪女の秘めごと」（1992年、NTV / ユニオン映画） - 三沢逸平
- 君のためにできること（1992年、CX）
- 往診ドクターの事件カルテ 第2話「命を賭けた恋」（1992年、ABC）
- 豆腐屋直次郎の裏の顔 第7話「ダーリンに隠し子がいた!?」（1992年8月25日、ABC / アズバーズ） - 永井久雄
- 半七捕物帳 第18話「十手無情恋しぐれ」（1993年、NTV / ユニオン映画） - 木村
- 年上でもいいじゃない（1993年、TBS「花王 愛の劇場」）
- サスペンス・魔「ある男の三日間」（1993年、KTV）
- 大忠臣蔵（1994年、TBS）
- ウルトラマンティガ 第26話「虹の怪獣魔境」（1996年、MBS） - 馬場
- 御家人斬九郎 第2シリーズ 第9話「駆け込み」（1997年、CX / 映像京都）
- はぐれ刑事純情派（ANB）
  - 第12シリーズ 第23話「女教師の秘密!?密室殺人の女!」（1999年） - 宮田芳郎
  - 第13シリーズ 第15話「安浦刑事が女になった!?母と娘の秘密」（2000年）- 梅田治巳
  - 第14シリーズ 第22話「友情殺人!?結婚式をドタキャンした女」（2001年）- 富岡伸二
  - 第15シリーズ 第1話「伊勢志摩、真珠の海に消えたふたりの女 瞼の母は殺人犯!?」（2002年）- 純子の男
  - 第16シリーズ 第9話「娘よ！最終バスを盗んだ父と母」（2003年）- 橋倉新治
  - 第17シリーズ 第5話「妻が見た三角関係！カラスの女房殺人事件!?（2004年）- 河野健一
  - 2005年スペシャル 「帰ってきた安浦刑事 そして…さよなら田崎刑事」（2005年）- 間山浩二
- 剣客商売シリーズ（CX） - 徳次郎
  - 金曜プレステージ「剣客商売スペシャル 春の嵐」（2008年4月11日）
- 京極夏彦 「怪」 第4話「福神ながし」（2000年9月15日、WOWOW） - 同心 役[注釈 4]
- 世直し順庵!人情剣 第9話（2005年、EX） - 里中
- ハンチョウ〜神南署安積班〜 第2話（2009年4月20日、TBS） - 練馬西警察署、豊岡刑事
- その男、副署長 第3シリーズ 第6話（2009年11月19日、EX） - 塚原秀樹
- 鬼龍院花子の生涯（2010年6月6日、EX） - 市川嵐蔵
- 京都地検の女 第6シリーズ 第6話（2010年11月18日、EX / 東映）
- おみやさん 第8シリーズ 第5話（2011年5月26日、EX / 東映） - 北川大輔
- だましゑ歌麿・IV（2014年、EX / 松竹）
- 警視庁・捜査一課長 第6話（2016年5月19日、EX / 東映） - 塚本岳
- 鬼平外伝 最終章 四度目の女房（2016年10月9日、BSスカパー!）
- 無用庵隠居修行・7（2023年9年28日、BS朝日）

### 映画
- 劇場版必殺シリーズ（松竹） - 筆頭同心 田中
  - 必殺! THE HISSATSU（1984年）
  - 必殺! ブラウン館の怪物たち（1985年）
  - 必殺! III 裏か表か（1986年）
  - 必殺4 恨みはらします（1987年）
- 舞妓物語（1987年） - 大河原
- 226（1989年、松竹）
- 社葬（1989年、東映）- 葬儀ディレクター
- ウルトラQ ザ・ムービー 星の伝説（1990年、松竹） - 笹本毅
- 陽炎（1991年、松竹）
- 大病人（1993年、東宝）
- 病院なんか怖くない。ボクが病気になった理由2（1994年） - 後藤剛
- 大江戸浮世風呂譚 卍舞（1994年、東映）
- DAN-GAN教師（1995年、東映）
- マリーの獲物（ゲーム）（1996年）
- チンピラぶるーす ど・アホ!（1996年）
- 世紀末恐怖劇場 金曜日のレストラン（2005年）
- 島田陽子に逢いたい（2010年）
- ストリッパー（2012年、アルゴ・ピクチャーズ）
- 農家の嫁 三十五歳、スカートの風（2012年）
- LENS（2019年）

### オリジナルビデオ
- キスがいっぱい（1993年）
- 新・第三の極道III（1996年）
- 新・第三の極道IV 裏盃の軍団（1996年）
- 新・第三の極道V 裏盃の逆襲（1997年）